# Нобујуки Коџима
Нобујуки Коџима (јап. 小島 伸幸; 17. јануар 1966) јапански је фудбалер.

## Каријера
Током каријере је играо за Белмаре Хирацука, Ависпа Фукуока, en.

## Репрезентација
За репрезентацију Јапана дебитовао је 1995. године. Наступао је на Светском првенству (1998. године) с јапанском селекцијом. За тај тим је одиграо 4 утакмице.

## Статистика
| Јапан  | Јапан   | Јапан  |
| Година | Наступи | Голови |
| ------ | ------- | ------ |
| 1995.  | 3       | 0      |
| 1996.  | 1       | 0      |
| Укупно | 4       | 0      |

## Трофеји

### Клуб
- Царски куп (1): 1994.